# Бенже, Луи-Гюстав
Луи́-Гюста́в Бенже́ (Бингер) (фр. Louis-Gustave Binger; 14 октября 1856, Страсбург — 10 ноября 1936, Л’Иль-Адам, Иль-де-Франс, Франция) — французский генерал, исследователь Западной Африки, колониальный администратор.

## Биография
Родился в еврейской семье.
С 18 лет служил в егерском батальоне французской армии. В 1880 году получил чин лейтенанта пехотного полка морской пехоты в Тулоне, принял решение добровольцем отправиться во французские колонии.
В начале 1882 года отправился в Сенегал. После остановок в Оране и Танжере прибыл в Дакар, где заразился жёлтой лихорадкой.

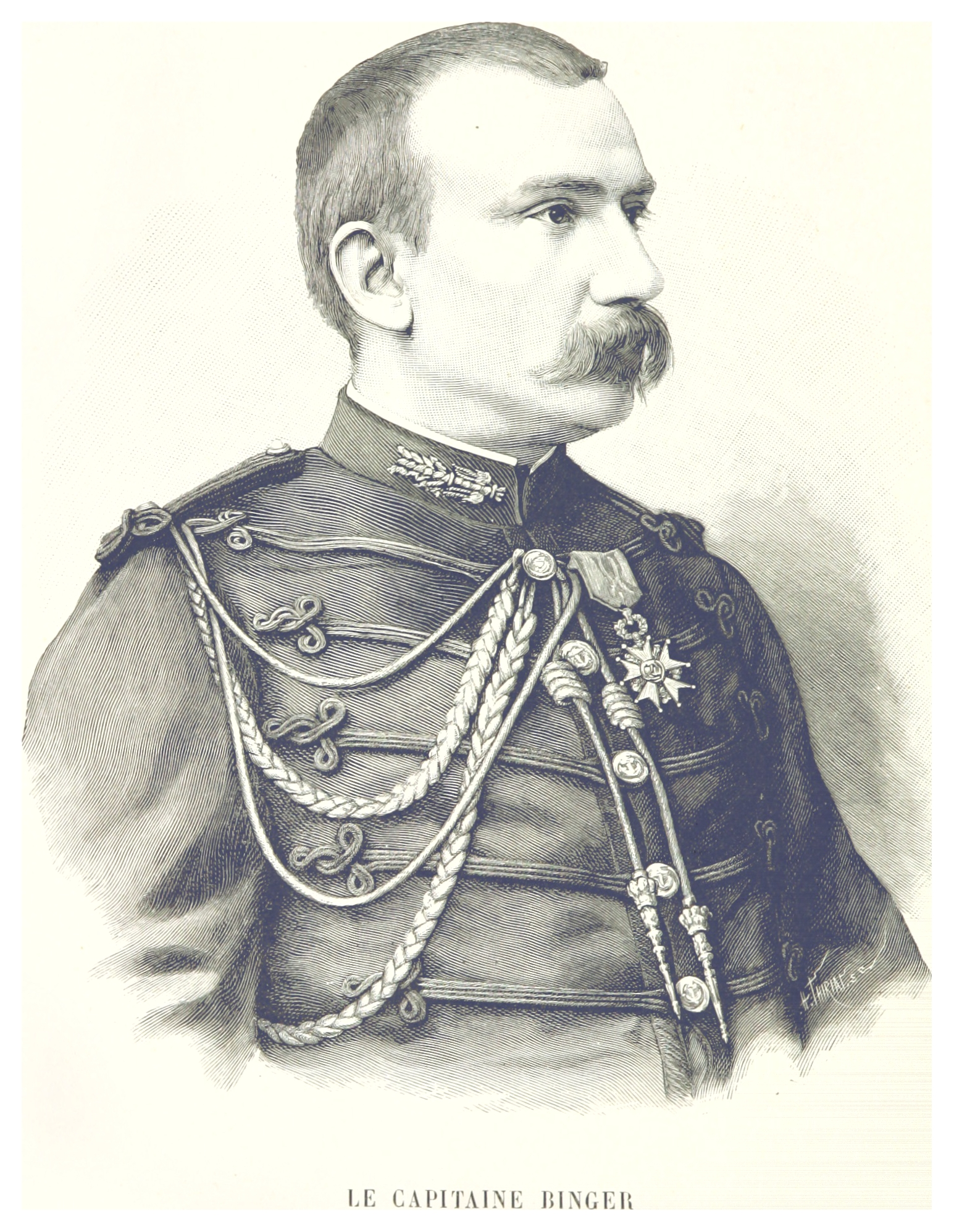
Капитан Бенже

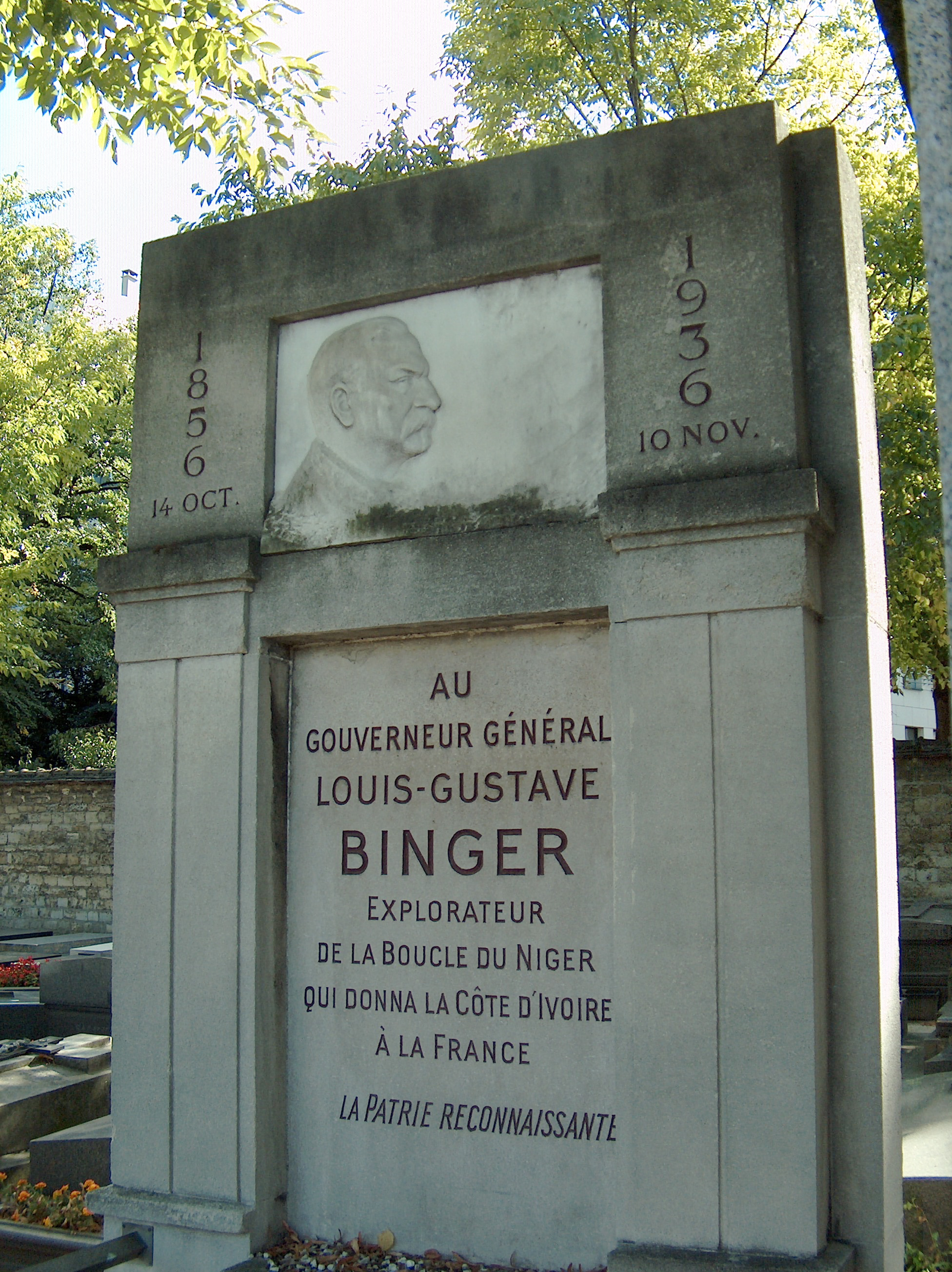
Могила Бенже

В 1880-х годах неоднократно принимал участие в экспедициях генералов Додса, Комба, Аршинара и Галиени в Западную Африку, где изучил несколько сенегальских наречий.
Отправившись в 1886 г. в Африку, встретил тогдашнего французского губернатора Сенегала Луи Федерба и получил у
него поддержку для организации экспедиции, которая должна была исследовать Западную Африку от верховьев реки Нигера на юг до побережья Гвинейского залива .
Занимался исследованием Судана, Сенегамбии, устья Нигера, был первым европейцем, добравшимся до города Конго, откуда кратчайшим путём достиг побережья Гвинейского залива у Гран-Бассана.
В том же 1886 г. совместно с генералом Федербом, ординарцем которого он состоял, издал книгу Les langues sénégalaises.
В 1887—1889 годах возглавил экспедицию в Западной Африке из Сенегала; исследовал южный регион большой излучины Нигера до Верхней Вольты. Спустился по Комо до Гвинейского залива. Исследовал область между реками Нигер и Вольта. По возвращении в 1889 г. в Париж представил министру колоний не только детальное описание колониальных владений Франции в Западной Африке, но и точное установление их границ, считающееся многие годы официальным.
В 1892 году исследовал реку Вольта для пограничной съёмки между Берегом Слоновой Кости и Золотым Берегом.
Лучший знаток французских колоний в Западной Африке, Бенже несколько раз состоял представителем Франции на конференциях для установления границ между владениями Франции и Англии или Франции и Германии. В 1892 году он совершил новое путешествие к Гвинейскому побережью с целью более точного разграничения французских и английских владений.
В 1893−1895 годах Бенже служил губернатором французских колоний на Берегу Слоновой кости, в 1896 г. — директором африканского отдела министерства колоний Франций.
Бенже был вице-председателем французского географического общества, генеральным секретарём французской колониальной лиги, почётным членом большинства европейских географических обществ, почётным генерал-губернатор французских колоний и командором ордена Почётного легиона. Британское Королевское географическое общество наградило его Золотой медалью.
С 1933 года был членом-корреспондентом Французской академии наук.
Похоронен на кладбище Монпарнас в Париже.
Плоды исследований Бенже в Центральной, Западной и Южной Африке изложены в его книгах:
- Essai sur la langue bambara, 1886;
- Boutes commerciales du Soudan, 1886;
- Du Niger au golfe de Guinée, 1889 (последняя премирована Французской академией наук);
- Esclavage et islamisme, 1891;
- Recherches sur la priorité des découvertes maritimes en Afrique Occidentale au 14 et 15 siècles, 1892;
- Comment on devient explorateur, 1893;
- Le serment de l’explorateur, 1905;
- Le péril de l’islam, 1906;
- Héros d’Alsace, 1907.

## Память
- Именем исследователя назван город Бенжервиль (Кот-д’Ивуар).
- В 1937 году почта Берега Слоновой кости выпустила марку, посвящённую генералу Луи-Гюставу Бенже.
- В 1938 году в г. Л'Иль-Адам установлен бюст Луи-Гюставу Бенже[4].